# إدينبورغ (نيويورك)
إدينبورغ (بالإنجليزية: Edinburg, New York) هي بلدة أمريكية تقع في الولايات المتحدة في مقاطعة ساراتوغا، نيويورك. يقدر عدد سكانها بـ 1,384 نسمة ومساحتها 173.7 كم2 وترتفع عن سطح البحر 352 متر.